# Utriculofera muricolor
Utriculofera muricolor là một loài bướm đêm thuộc phân họ Arctiinae, họ Erebidae.